# Fryderyk Wittelsbach (Pfalz-Simmern)
Fryderyk Wittelsbach (ur. 19 listopada 1417, zm. 29 listopada 1480) – palatyn i książę Palatynatu – Simmern/Hunsrück
Syn księcia Stefana Wittelsbacha i Anny Veldenz. W 1444 roku otrzymał od ojca tereny Simmern/Hunsrück, jego młodszy brat Ludwik miał otrzymać po osiągnięciu pełnoletniości resztę księstwa.
Ożenił się 16 sierpnia 1454 z Małgorzatą (1438-1486), córką księcia Geldrii Arnolda z Egmond. Para miała 9 dzieci:
- Katarzyna (1455-1522) – przełożona zakonu w Trewirze
- Stefan (1457-1489) – kanonik w Strasburgu, Moguncji, Kolonii
- Wilhelm (1458-1458)
- Jan (1459-1509) – książę Palatynatu – Simmern
- Fryderyk (1460-1518) – kanonik w Kolonii, Spirze, Trewirze, Moguncji, Magdeburgu i Strasburgu
- Ruprecht (1461-1507) – biskup Ratyzbony
- Anna (1465-1517) – zakonnica w Trewirze
- Małgorzata (1466-1506) – zakonnica w Trewirze
- Helena (1467-1555) – przeorysza zakonu w Trewirze
- Wilhelm (1468-1481) – kanonik w Trewirze